# Fairfield, Vermont
Fairfield är en kommun (town) i Franklin County i delstaten Vermont, USA med cirka 1 800 invånare (2000). 

## Kända personer ifrån Fairfield
- Chester Alan Arthur, president